# Волгарь (дворец спорта)
Дворец спорта «Волгарь» — спортивный комплекс в Автозаводском районе г. Тольятти.
Спроектирован архитектором Юрием Ивановичем Карпухиным в 1968—1969 годах. Строительство данного объекта началось с рытья котлована в декабре 1969 года.
6 мая 1975 государственной комиссией был подписан акт о приёмке в эксплуатацию. Во время приёмки было обнаружено более 100 различных недостатков. 8 мая того же года жители города впервые смогли посетить «Волгарь».
На текущий момент дворец разделён на две части: южную и северную. В южной части располагаются малая арена, игровые и спортивные залы. В северной — концертный зал на 5000 мест, который на время хоккейных матчей трансформируется в хоккейную арену на 2900 зрителей. Здесь проводила свои домашние матчи команда «Лада» (Тольятти). С сезона 2009/2010 здесь также проводит свои домашние матчи команда «Ладья» (Тольятти).
В 1975—2010 годах являлся собственностью АВТОВАЗа, в настоящее время находится в собственности муниципалитета Мэрии города Тольятти.

## Деятельность
- Во дворце проходят массовые катания на коньках, занятия по аэробике. Работают спортивные залы бокса, борьбы, шейпинга, три тренажерных зала, зал настольного тенниса; спортивный зал с теннисным кортом, баскетбольной, волейбольной и гандбольной площадками, с площадками для игры в бадминтон.
- «Волгарь» являлся домашней ледовой ареной хоккейной команды «Лада» и для молодёжного хоккейного клуба Ладья с 1975 по 2013 год.
- В стенах Дворца спорта «Волгарь» проходят эстрадные концерты, цирковые представления. В советское время до 1987 года (до ввода в эксплуатацию Дворца культуры и техники ВАЗа) Дворец спорта «Волгарь» был единственной концертной площадкой в городе, способной принимать гастроли популярных артистов, в нём проходили концерты таких артистов, как Алла Пугачева (1978), Лев Лещенко (1978, 1985), София Ротару (1980, 1988, 2002), ВИА «Песняры» (1977), многих других артистов, там же проводились отчетные концерты приписанного к Куйбышевской филармонии ВИА «Синяя птица» (именно в «Волгаре» 22 февраля 1976 года состоялся первый афишный концерт ансамбля, после чего концерты проводились с периодичностью в 2-3 года). Последним крупным концертом был концерт Софии Ротару в 2002 году. С 2002 года концерты артистов такого масштаба во Дворце спорта не проводятся. В советское время в «Волгаре» также демонстрировались кинофильмы, чаще повторного показа. Дворец спорта всегда отличала отличная акустика, хорошая аппаратура, в нём была установлена передовая для того времени цветоустановка. Также там проводятся выездные выставки и ярмарки.[2][3] зимой для школ внутри проводятся предновогодние представления. На площадке центрального входа ежегодно ставится главная Новогодняя ёлка Автозаводского района, Тольятти. Летом площадка является главной сценой для празднования Дня города.[4]
- До середины 90-х в качестве музыкального звонка использовалась строчка из припева песни Э. Ханка — С. Острового «Есть на Волге город». В настоящее время звучат первые такты композиции «Есть на Волге утёс».

## Директора
- 1975—1980 Луиджи Александрович Грачёв
- 1980—2007 Сергей Леонидович Катков
- 2007—2008 Олег Олегович Гетманский
- 2008―2009 Николай Васильевич Манаскин
- 2009—2012 Евгений Николаевич Тимашов
- 2012—2016 Сергей Станиславович Гусаров
- 2017—2018 Дмитрий Васильевич Дементьев
- 2018—2021 Андрей Александрович Крысанов
- 2021—н.в. Дмитрий Васильевич Дементьев